# Toxic Shock
Toxic Shock war eine deutsche Crossover-Band aus Eislingen/Fils, Baden-Württemberg, die im Jahr 1985 unter dem Namen Mayhem gegründet wurde und sich etwa 1992 auflöste.

## Geschichte
Die Band wurde im Jahr 1985 unter den Namen Mayhem von den Brüdern Manuel (E-Gitarre) und Klaus Kreissig (Schlagzeug) gegründet. Es folgten die ersten lokalen Auftritte in wechselnder Besetzung. Anfang 1988 kam Sänger Uwe Dießenbacher zur Besetzung und die Gruppe konnte einen Vertrag bei Metal Blast aus Donzdorf erlangen. Auf die Umbenennung in Toxic Shock folgte im Oktober 1988 das Debütalbum Change from Reality. Das Album war das erste, das bei Metal Blast erschien. Das Label sollte sich später in Nuclear Blast umbenennen. Der Veröffentlichung folgten Auftritte zusammen mit Accu§er, Rostok Vampires und Mucky Pup, wobei Gitarrist Tim und Bassist Geoff Atwater als neue Mitglieder in Erscheinung traten. Aufgrund eines Unfalls konnte Sänger Dießenbacher an einigen Auftritten nicht teilnehmen. Danach arbeitete die Band an ihrem zweiten Album Welcome Home… Near Dark und begab sich im Oktober 1989 wie bereits bei ihrem Erstling ins Hildesheimer Masterplan Studio. Als neuer Sänger war hierbei Olli zu hören, während Andreas Mailänder den Bass spielte. Kurz vor Dießenbachers Ausscheiden aus der Band hatte dieser auch kurzzeitig den Bass übernommen. Nach der Veröffentlichung trennte sich die Band von Nuclear Blast. 1992 erschien das dritte Album Between Good and Evil über Massacre Records. Die Band bestand inzwischen neben den Kreissig-Brüdern aus Sänger Kai Weber und dem Bassisten Philipp Kneile. Die Band löste sich später auf.

## Stil
Die Band spielte auf ihrem Debüt Change from Reality eine Mischung aus Hardcore Punk und Thrash Metal, wobei die Band auf dem Album auch Stormtroopers of Death coverte. Während die Texte recht aggressive waren, gab sich die Band musikalisch hingegen weitaus weniger aggressiv. Auf dem zweiten Album Welcome Home… Near Dark spielte die Band klassischen Thrash Metal, jedoch rau produziert. Auf Between Good and Evil gab sich die Band auch musikalisch aggressiver, da vor allem der Gesang von Weber an Death Metal erinnerte.

## Diskografie
als Mayhem
- Chains of Death (Demo, 1986, Eigenveröffentlichung)

als Toxic Shock
- A State of Madness (Demo, 1988, Eigenveröffentlichung)
- Change from Reality (Album, 1988, Metal Blast)
- Welcome Home… Near Dark (Album, 1990, Nuclear Blast)
- Between Good and Evil (Album, 1992, Massacre Records)